# Friedrich Wilhelm Heinrich von Roeder
Friedrich Wilhelm Heinrich von Roeder (* 9. Mai 1775 in Wetzlar; † 23. Mai 1833 in Rothenburg/Oberlausitz) war ein Oberlausitzer Rittergutsbesitzer und der erste Landrat des Landkreises Rothenburg.
Er war der Sohn des Geheimen Rats und Konferenzministers Johann August Heinrich von Roeder und dessen zweiter Frau Johanna Amalie von Pannwitz. Seine Mutter hatte 1783 nach dem Tod von Roeders Vater von Ferdinand Rudolph von Ziegler und Klipphausen die Rittergüter Daubitz und Neuhammer erworben. Bei gleicher Gelegenheit erwarb der junge Roeder durch seinen Vormund Peter Karl Wilhelm von Hohenthal vom selben Eigentümer das Gut Teicha. Er stand in kurfürstlich-sächsischen Militärdiensten und nahm als Leutnant von 1793 bis 1809 an mehreren Feldzügen der Koalitionskriege teil. Von seiner Mutter, welche sich 1791 mit dem sächsischen Kabinettsminister Detlev Carl Graf von Einsiedel wiedervermählt hatte, erbte er 1810 die Güter Daubitz und Neuhammer. Als Gutsherr und Kirchenpatron seiner Besitzungen förderte er verschiedentlich die Entwicklung der Gemeinde. So setzte er sich unter anderem für den Neubau der örtlichen Schule ein.
Als das Königreich Sachsen im Zuge des Wiener Kongresses im Jahr 1815 gezwungen war, unter anderem auch den nordöstlichen Teil des Markgraftums Oberlausitz an Preußen abzutreten, wurden somit auch Roeders Besitzungen Daubitz und Neuhammer ein Bestandteil der preußischen Provinz Schlesien. In der Folge wurde der neue Landkreis Rothenburg mit dem Verwaltungssitz in der gleichnamigen Stadt Rothenburg gebildet. Als ersten, zunächst nur kommissarischen Landrat bestellte man am 1. Juni 1816 Friedrich Wilhelm Heinrich von Roeder. Im Oktober des Folgejahres wurde er dann endgültig zum wirklichen Landrat des Kreises ernannt – ein Amt, das er bis an sein Lebensende ausfüllte.
Roeder heiratete 1808 Louise Wilhelmine von Veltheim, der er 1813 sein Gut Teicha verkaufte. Sie hatten eine Tochter Louise Amalie die mit Heinrich Otto Eugen von Mitzlaff (* 19. Februar 1802; † 1. Mai 1888) verheiratet war.